# Roja (manzana)
Roja es una variedad cultivar de manzano (Malus domestica). Esta manzana es originaria de Galicia, está cultivada en la colección de árboles frutales y banco de germoplasma de Mabegondo con el Nº 127; ejemplares procedentes de esquejes localizados en Senra (Ortigueira, La Coruña).

## Sinónimos
- "Manzana Roja",[4][5]
- "Maceira Roja".

## Características
El manzano de la variedad 'Roja' tiene un vigor elevado. Tamaño grande y porte erguido.
Época de inicio de brotación a partir del 19 de abril y de floración a partir de 4 de mayo.
Las hojas tienen una longitud del limbo de tamaño largo, con la máxima anchura del limbo media. Longitud de las estípulas larga y la máxima anchura de las estípulas es ancha. Denticulación del borde del limbo es ondulado, con la forma del ápice del limbo acuminado y la forma de la base del limbo es btuso. Con subestípulas presentes.
Sus flores tienen una longitud de los pétalos media, anchura de los pétalos es media, disposición de los pétalos en contacto entre sí, con una longitud del pedúnculo larga.
La variedad de manzana 'Roja' tiene un fruto de tamaño grande, de forma plana-globosa, de color bicolor, con chapa a rayas, e intensidad media. Epidermis de textura suave con pruina en su superficie, y con presencia de cera media. Sensibilidad al "russeting" (pardeamiento áspero superficial que presentan algunas variedades) muy poco sensible. Con lenticelas de tamaño mediano.
Los sépalos están dispuestos de forma variable, superpuestos  en su base; fosa calicina poco profunda de una anchura estrecha. Pedúnculo de grosor medio y de longitud  medio, siendo la cavidad peduncular de una profundidad media y de anchura media. Con pulpa de color blanca, de firmeza es intermedia y textura intermedia; su jugosidad es intermedia con sabor no ácida de dulzor medio, y aromática anisada.
Época de maduración y recolección a partir del 29 de agosto. 'Roja' es una manzana que se utiliza como fruta de mesa.

## Susceptibilidades
- Oidio: no presenta
- Moteado: no presenta
- Raíces aéreas: no presenta
- Momificado: ataque débil
- Pulgón lanígero: no presenta
- Pulgón verde:ataque débil
- Araña roja: no presenta
- Chancro del manzano: no presenta[3]